# 원조
원조(援助)는 타국에 대한 자본, 상품, 용역의 국제적 공여를 뜻한다.

## 경제 원조
경제원조는 군사원조·기술원조와 함께 해외원조의 구성부분의 하나이다. 경제원조와 군사원조·기술원조의 관계는 상호보완적인 입장에 있으며, 그것은 정부를 배경으로 하여 행하여지고 있다. 원조를 행하는 것은 주로 정부 또는 국제적 기관이지만 그 가운데는 이들 기관의 보장을 받아서 행하는 민간단체도 있다. 따라서 민간단체가 순수한 상업베이스에 의해서 공여(供與)하는 것은 원조에 포함되지 않는다. 그러나 민간단체가 원조로서 행하는 경우에는 그 배우에 반드시 정부의 보장을 필요로 한다. 또한 군사원조를 보더라도 원조국과 수원국 사이에 경제적 효과를 가져오므로 순수한 군사원조는 있기 어려운 것으로 된다.
공여되는 것으로서는 금전이나 현물(現物)과 같은 재(財)와 생산기술이라고 하는 용역(用役)으로 나누어지지만, 후자는 기술원조의 형식을 취하는 경우도 있으므로 경제원조라고 말할 경우에는 전자가 주요부분을 이루고 있다. 현물원조는 재화·상품과 생산 제(諸)설비로 분류되고, 형식으로서는 증여(贈與：無償)와 차관(借款：有償)의 두 가지 경우가 고려된다. 그러나 증여의 경우라 하더라도 원조국측의 정책의도에 따라서는 어떠한 형식의 조건이라든가 협력체제가 전제로 되어 있음은 말할 필요조차 없다. 또한 원조국측의 국가형태에 따라서 원조목적도 달라진다.
경제원조가 해외원조의 일부를 형성하고 있으므로 국제간에 행하여진다는 것은 자명한 일로서, 일국 내부에서의 거래에 있어서는 이와 같은 용어를 사용하지 않는다. 최근에 와서는 경제원조에 대신하여 '경제협력'이라고 하는 용어로서 표현되는 경우가 늘어나고 있다. 그것은 선진공업국의 주도적인 지위의 불안정과 저개발국의 약진(躍進)에 의하여 상호대등한 입장에서 경제문제의 해결을 의도하고 있으나, 새삼스럽게 경제원조를 경제협력이라고 하는 표현으로 바꾸어 보려고 하더라도 실질적으로 공여국(供與國)과 수원국의 관계는 종속적인 입장에 놓여져 있으므로, 어느 정도의 협력이 기대될 것인가 하는 의문이 남게 되어 그와 같이 용어를 바꾸는 일에 주의할 필요는 없다.
경제원조를 포함한 대외원조(對外援助)라고 하는 용어가 사용된 것은 제2차대전 후로서 그 이전에는 차관이라고 하는 형식의 것은 있었으나 원조(援助)라고 일컬어지지는 않는다.
'원조'라고 하는 용어의 구체적인 형식의 기원을 본다면 제2차 세계대전 중에 미국이 동맹국에 부여한 무기대여 계획(미국이 연합국의 對樞軸國 전쟁을 지원하기 위해서 실시한 군수자재 공급제도. 1941년 3월 성립) 또는 1947년 3월의 그리스·터키에 대한 원조(소련의 중동에의 진출을 저지하기 위해서)에 의한 미국의 대외원조의 어느 하나에서부터 시작된다. 따라서 이 두 원조계획의 성격을 규정함으로써 스스로 그 기원도 명백하게 될 것이다.
무기대여 계획이 순수하게 군사적 목적에서 실시된 것이라고 규정한다면, 자본수출과 자본이동의 개념과는 상이한 것처럼 그에 국한시키면 원조의 개념을 찾을 수 없다. 그렇지만 이 계획이 군사적 목적뿐만이 아니라 경제적 목적까지도 덧붙여서 실시되고 두 가지 목적이 밀접하게 결부되어 이들의 유착을 국가독점자본에 의한 대외정책의 표현이라는 특질로서 이해하는 경우에는 대외원조란 국가독점 자본주의시대에 있어서의 자본수출의 한 형태로서 생각할 수 있으므로 본질적으로 볼 때 무기대여계획을 그 발단으로 규정할 수 있을 것이다.

### 형태
경제원조의 형태는 다국간 베이스에 의한 것과 2국간 베이스에 의한 것으로 분류된다.
다국간 베이스에 의한 경제원조는 선진제국의 정부가 국제적인 원조기관에 대하여 일정한 비율에 따른 재원을 갹출하고, 수탁국제기관이 독자적 판단에 의거하여 지정국에 개발자금을 공여하는 형식을 취한다. 이 경우의 이점은 국제기관에 참가하고 있는 각국의 의향이 반영되고 판단이 객관적이라는 점, 공여자금의 융자계약에 있어서 국제경쟁에 의한 입찰조항이 붙어 있으므로 피공여국(被供與國)은 국제가격에 의한 수입이 가능하다는 점 등이다. 이러한 원조가 원조총액 중 비교적 근소한 것은 원조국측의 수출촉진이라고 하는 국가이익이 암암리에 작용하고 또한 갹출비율에는 외환준비의 관계도 있어 원활하게 행해지기 어렵기 때문이다.
2국간 베이스에 의한 원조에는 증여·차관·연불수출·해외투자 등의 방식이 있고, 기존의 행해지고 있는 원조의 대부분을 이루고 있다. 게다가 그 대부분은 공여국으로부터의 재화·서비스 공급과 결부된 조건부 원조형식이 많이 행하여지고 있다. 그것은 공여국의 수출신장과 결합된 국가이익에 의거해 있으며, 특히 최근에는 이와 같은 경향이 강하다. 증여는 피원조국에 상품형태로 물자를 공여하여 무상공여 물자를 피원조국내에 판매하고, 그 대금이 담보자금으로서 적립되는데, 그 사용에 관하여 공여국은 강력한 발언권을 가지고 개입하기 쉽다.
차관은 이자와 함께 상환(償還)되기 때문에 통상의 자본수출과 같지만, 경제원조로서의 차관은 장기저리(長期低利)이기 때문에 국가자본에 의해서 행하여지는 일이 많다.
경제원조로서의 연불(대금의 지불시기를 연장하는)수출은 기간이 5년 이상의 것을 국제적으로 인정하도록 되어 있어 보통 연불이 유전스(환어음의 지급기간)나 1∼2년의 단기연불이기 때문에 이 점에서 구별된다. 해외투자는 세계적인 자유화 경향으로서 특히 직접투자에 의한 비중이 늘고 있다.

### 본질
국제정세의 변용에 따라서 경제원조의 형태는 상당한 격차가 발생되는데 그것은 시대적 상황에 기인되는 것이다.
그러나 전전의 차관과 제2차대전 후의 원조의 차이는 국가자본에 의해서 행해지고 있다는 점이며, 일부 민간자본에 의해서 분담되어 있더라도 그 배후에는 반드시 국가에 의한 보장이 성립되어 있다는 것이다.
그 위에 전후 한때는 전재에 의한 물자의 부족에서 잉여물자(剩餘物資)를 과잉국에서 부족국으로 이전하여 원조를 공여한 경우가 있었으나 그와 같은 과도기를 경과하자 본래의 자태로 복귀하기 시작했다고 보아 상관없다. 그것은 최근의 원조의 대부분이 2국간 베이스에 의한 무상에서 유상으로 즉 증여에서 차관, 연불(대금의 지불기간을 연기하는)수출, 직접투자의 형태로 그 비중을 증대시키고 있다는 점에서도 수긍할 수 있을 것이다. 이는 원조공여국이 피원조국에 어떤 종류의 조건을 요구하고 그것을 통해서 새로이 자국의 국가이익을 꾀하려고 하는 의도를 속에 감추어 둔 데서 나온 행동이라고 할 수 있을 것이다.
즉 무상공여로서 개발원조자금을 공여하더라도 그것에 의해서 자재를 수출하거나 원재료의 안정된 확보라는 의도를 갖는 것이며, 국내의 잉여물자를 부족국에 공여한다고 하더라도 본질적으로는 잉여물의 배출구를 해외에서 찾아서 과잉생산·공황완화의 활로를 이와 같은 형식으로 타개하고 있는 데 불과하기 때문이다.
제2차 세계대전 후 공산주의제국이 탄생되었기 때문에 자본주의시장이 협애화(狹隘化)되고 양진영은 서로 적대진영에 대항하기 위해서 원조를 공여함으로써 자기 진영으로 끌어들이려고 하는 의도가 짙었다.
따라서 경제원조가 단순히 경제적 목적에 국한된 것이 아니라, 군사원조·기술원조와 병합되어 정치적 목적까지도 내포한 의도에서 실시되어 왔으므로 그들 3자는 항상 보완적 관계에 놓여 있었다고 말할 수 있다.
자본수출은 자본의 과잉부분을 외국에 수출함으로써 이윤추구를 한층 더 계속하려고 하는 본성을 가지고 행해져 왔다. 현재로서는 국가자본이 주도적 입장에 서서 경제원조를 행하고 있다. 따라서 국가간에 있어서는 외형상 협력체제의 강화를 전제로 하고 있다고는 하나 그 근저에는 자본의 논리로서 자국의 국가이익의 신장을 목표로 상대국을 경제적 의존형으로 몰고 가면서 이윤의 극대화를 꾀하려고 하는 것이다.
따라서 전전에 행하여진 자본수출에서 볼 수 있었던 노골적인 수탈은 아니라고 하더라도 한편에서는 융화책을 꾀하면서도 눈에 띄지 않는 이익추구를 이같은 형태로서 행하고 있다고 말할 수 있다. 그 때문에 경제원조는 국가에 의한 자본수출의 하나의 변형이라고 하는 비난도 있다.

### 추이
경제원조는 선진국의 저개발·개발도상국가들의 경제개발과 구호라는 인도적 동기에서 출발하지만 사실상 지역적 안전보장, 영향력의 유지 및 강화, 시장 및 원재료 확보라는 정치적·경제적 목적이 깊숙히 개재되어 있었다. 그것은 전후 마셜 플랜(유럽부흥계획：ＥＲＰ)으로 대표되는 미국의 경제원조가 소련과 동유럽 등 공산주의권에 대항하는 형태로 진행되었다는 것과 1955년부터 시작되어 1960년 4월 ＣＯＭＥＣＯＮ으로 정식발족한 소련·동구권의 경제·협력기구가 서방측의 ＯＥＣＤ(舊 ＯＥＥＣ)에 대항하는 공산권의 경제 블록을 예정하였고 아시아·아프리카 지역의 비공산권국가들에게도 문호를 개방하였다는 데서도 입증된다. 특히 냉전체제가 심화된 1950년대에는 군사원조의 비중이 증대되었는데 미국의 2국간 상호안전보장법(ＭＳＡ) 에 의한 군사·기술·경제원조의 일체화가 그 대표적 상징이었다.
결국 미국은 유럽과 아시아 지역에 대한 경제·군사블록의 구축을 목적으로 대외원조를 추진했는데 그것은 미국경제의 고용증대와 지속적 성장을 위해서 해외시장의 구매력을 확대시키고 군수산업의 우위를 확보한다는 경제적 목적이 숨어 있었다.
소련 역시 서방측의 경제·군사 블록화에 대항하여 특히 아시아·아프리카 등 제3세계권에 대한 원조공세를 전개함으로써 양국간에는 소위 '대외원조경쟁'이 가속화되었다. 1960년대 초 서방·동방·중간지대권이라는 세력권의 분할·정착이 구체화되자 무상의 원조는 장기저리라는 유상차관형식, 즉 자본운동으로 변질되기 시작했다.
또한 국가자본이 담당했던 역할을 민간자본이 승계하면서 '경제협력'이라는 투자양식으로 변이되었는데, 이는 자본공여국의 이윤획득과 영향력 강화에 도움이 된 반면에 수원국에 있어서는 새로운 종속의 시작이 되었다. 1970년대 중반 이후 민간베이스가 주도하기 시작한 가운데 저개발·개발도상국가들은 국제연합을 중심으로 선진국가들의 원조확대를 추구하고 나섰다.

## 같이 보기
- 개발원조
- 국제 투명성 기구
- 효과적 이타주의
- 스웨덴 국제개발협력청